# 孤山川

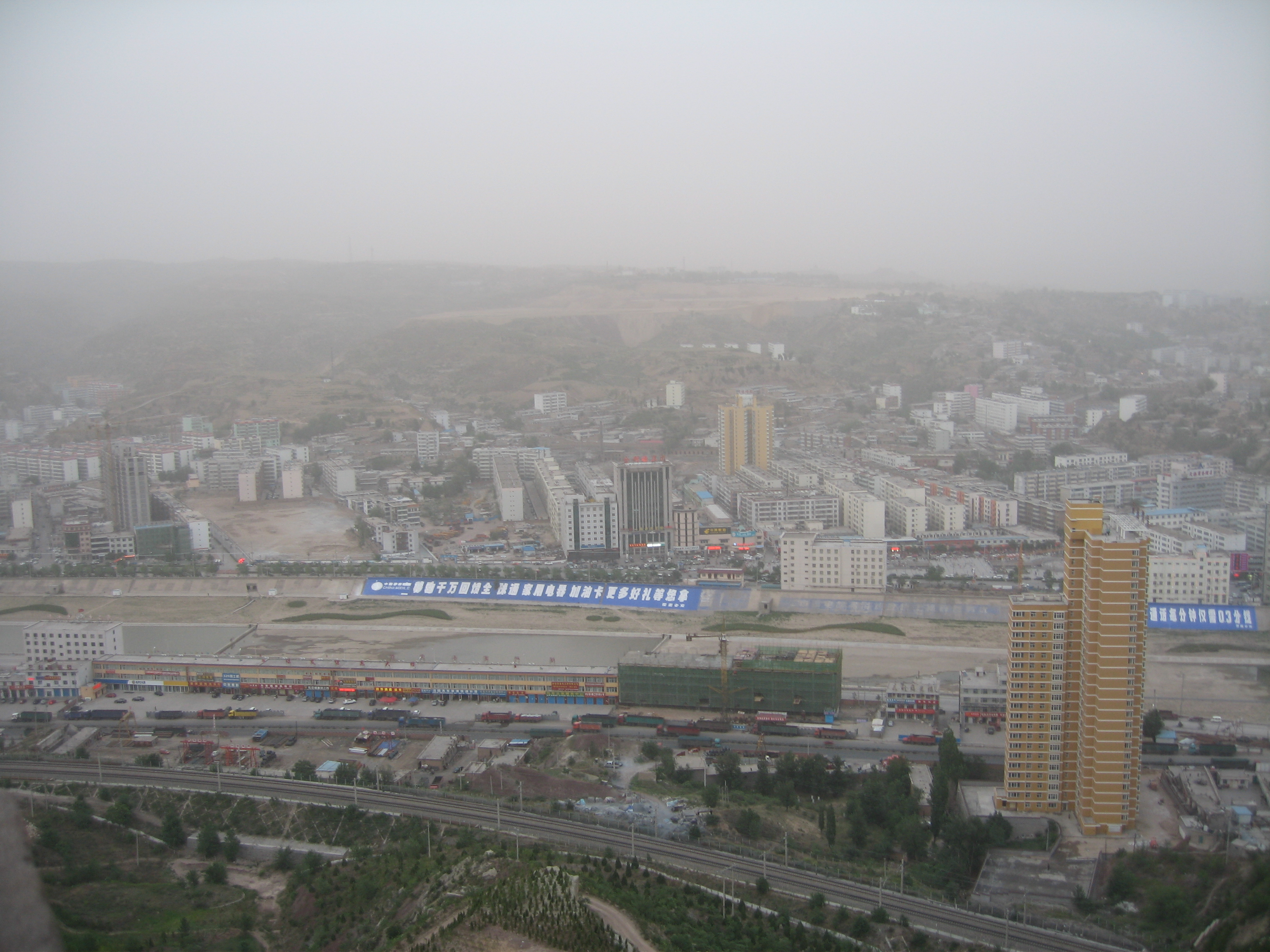
府谷县城河段。

孤山川，位于中国西北地区的一条河流，为黄河右岸支流，上游也称沙梁川，发源于内蒙古自治区鄂尔多斯市准格尔旗纳日松镇羊市塔村西北的高家坡，一说源自川掌村以北的川掌沟，自西北向东南，流经陕西省府谷县庙沟门镇、孤山镇，于县城府谷镇汇入黄河。全长79千米，流域面积1272平方千米。年均径流量1.097亿立方米，年均输沙量2760万吨。流域内资源丰富，上游是神府煤田的一部分。